# Griesbach-le-Bastberg

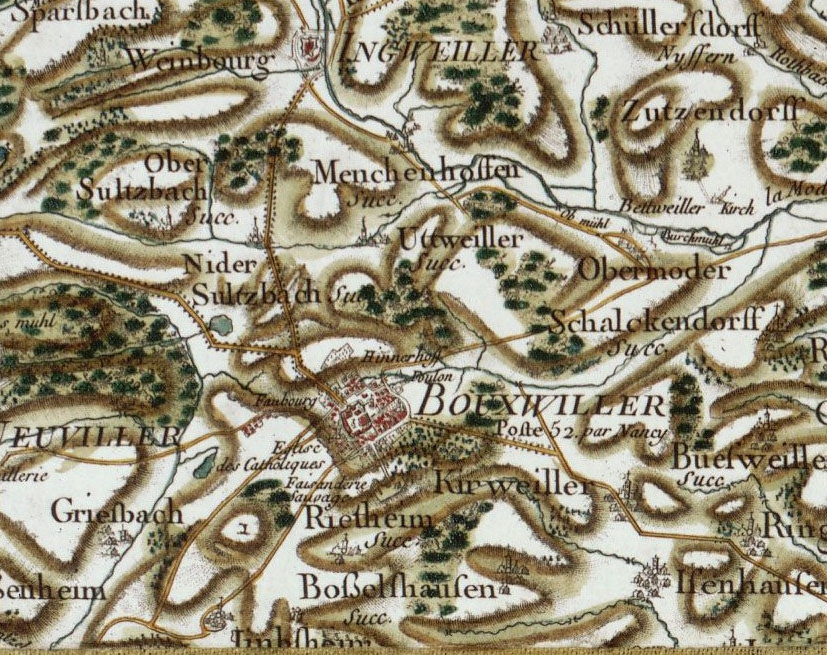
Griesbach auf einem Kartenausschnitt von ca. 1780 (südwestlich von Buchsweiler)

Griesbach-le-Bastberg ist seit dem 1. März 1973 ein Ortsteil von Bouxwiller im französischen Département Bas-Rhin in der Region Grand Est.

## Name
„Griesbach“ bezeichnet einen sandigen oder steinigen Bach. Zur Unterscheidung zu Griesbach-au-Val wurde die Bezeichnung „Bastberg“ zugefügt, eines nahe gelegenen Hügels.

## Geschichte

### Mittelalter
Im Mittelalter gehörte das Dorf zur Herrschaft Lichtenberg und ist schon am Anfang des 13. Jahrhunderts als Allod der Herren von Lichtenberg nachgewiesen. Es lag im Amt Buchsweiler, das am Anfang des 14. Jahrhunderts als Amt der Herrschaft Lichtenberg entstand. 1335 wurde eine Landesteilung zwischen der mittleren und der jüngeren Linie des Hauses Lichtenberg durchgeführt. Griesbach fiel dabei an Ludwig III. von Lichtenberg, der die jüngere Linie des Hauses begründete. Nach einer Quelle soll es Mitte des 15. Jahrhunderts dem Amt Wörth zugeordnet gewesen sein.
Anna von Lichtenberg (* 1442; † 1474), Tochter von Ludwig V. von Lichtenberg (* 1417; † 1474), und eine von zwei Erbtöchtern mit Ansprüchen auf die Herrschaft, heiratete 1458 den Grafen Philipp I. den Älteren von Hanau-Babenhausen (* 1417; † 1480). Der hatte eine kleine Sekundogenitur aus dem Bestand der Grafschaft Hanau erhalten, um sie heiraten zu können. Durch die Heirat entstand die Grafschaft Hanau-Lichtenberg. Nach dem Tod des letzten Lichtenbergers, Jakob von Lichtenberg, eines Onkels von Anna, erhielt Philipp I. d. Ä. 1480 die Hälfte der Herrschaft Lichtenberg. Die andere Hälfte gelangte an seinen Schwager, Simon IV. Wecker von Zweibrücken-Bitsch. Das Amt Buchsweiler – und damit auch Griesbach – gehörten zu dem Teil von Hanau-Lichtenberg, den die Nachkommen von Anna erbten.

### Neuzeit
Graf Philipp IV. von Hanau-Lichtenberg (1514–1590) führte nach seinem Regierungsantritt 1538 die Reformation in seiner Grafschaft konsequent durch, die nun lutherisch wurde.
Mit der Reunionspolitik Frankreichs unter König Ludwig XIV. kam das Amt Buchsweiler unter französische Oberhoheit. Nach dem Tod des letzten Hanauer Grafen, Johann Reinhard III. 1736, fiel das Hanau-Lichtenberg – und damit auch das Amt Buchsweiler – an den Sohn seiner einzigen Tochter, Charlotte, Landgraf Ludwig (IX.) von Hessen-Darmstadt. Hier war es dem Amt Niederbronn zugeordnet. Mit dem durch die Französische Revolution begonnenen Umbruch wurde Griesbach französisch. 1798 hatte das Dorf 130 Einwohner.